# 神鉄道場駅
神鉄道場駅（しんてつどうじょうえき）は、兵庫県神戸市北区道場町日下部字尼ヶ谷742-1にある、神戸電鉄三田線の駅。駅番号はKB26。標高は164 m。神戸市最北端の駅である。なお、JRに同名の道場駅があるが、当駅とは約4 km離れている別の駅である。副駅名称は鹿の子台（かのこだい）。

## 歴史
- 1928年（昭和3年）12月18日：神戸有馬電気鉄道の三田線開業時に、道場川原駅として開業[1]。
- 1947年（昭和22年）1月9日：三木電気鉄道との合併により、神有三木電気鉄道（現在の神戸電鉄）の駅となる。
- 1990年（平成2年）10月20日：神鉄道場駅に改称[5]。
- 1991年（平成3年）4月17日：橋上駅舎化[1]。

## 駅構造

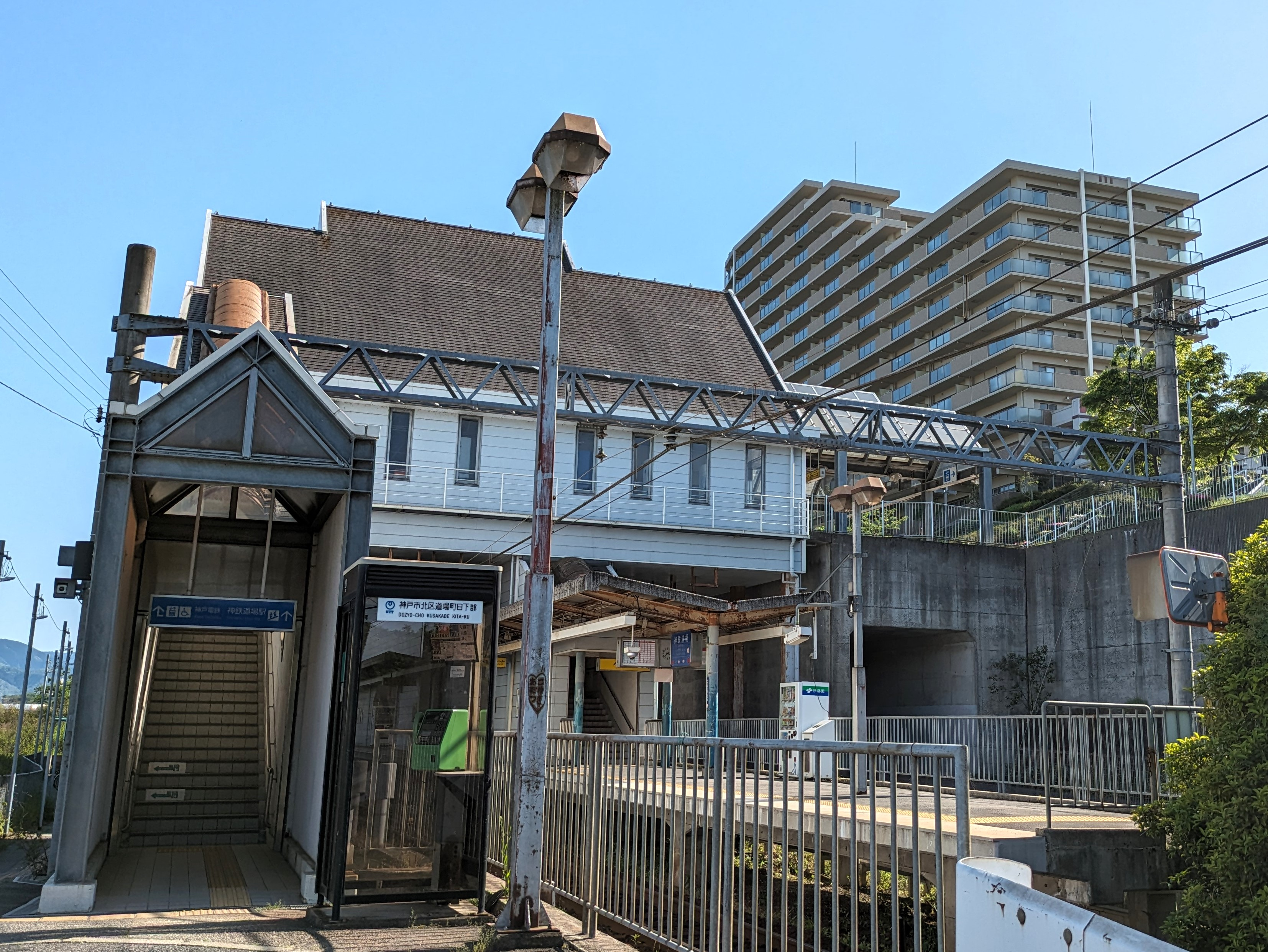
東口

単式1面1線のホームを持つ橋上駅だが、駅自体が高台のへりに位置しており、高台にある西側の住宅地やバス停へは橋上駅舎から直接階段を登っていくようになっている。複線化を見据え、ホームは将来的に島式1面2線に改造できる仕様となっているが、現在使用されていない下り線側には線路が敷かれておらず、ホームに柵がされている。構内と構外に一基ずつエレベーターが設置されており、エスカレーターは上り用のみ構内に一基設置されている。
沿線光ネットワークに接続された駅務遠隔システムが導入されており、センター駅から自動券売機、自動改札機、自動精算機、TVカメラ、インターホン、シャッターが遠隔操作される。そのため駅員巡回駅となっている。また、駅近くのストアである黄色いリボンにて、割引乗車券等の委託販売を実施している。
地上駅時代にはホームは現在のものとは線路をはさんで反対側にあり、有効長が3両分しかなかった。

## ダイヤ
上下とも、毎時4本が発着する。全列車、岡場まで各駅に停車する。

## 利用状況
1日あたりの乗車人員 1,227人（2022年度）
近年の1日平均乗車人員は下表のとおりである。
| 年度               | 1日平均 乗車人員 |
| ------------------ | ---------------- |
| 2008年（平成20年） | 1,389            |
| 2009年（平成21年） | 1,384            |
| 2010年（平成22年） | 1,362            |
| 2011年（平成23年） | 1,366            |
| 2012年（平成24年） | 1,364            |
| 2013年（平成25年） | 1,337            |
| 2014年（平成26年） | 1,312            |
| 2015年（平成27年） | 1,325            |
| 2016年（平成28年） | 1,321            |
| 2017年（平成29年） | 1,332            |
| 2018年（平成30年） | 1,318            |
| 2019年（令和元年） | 1,303            |
| 2020年（令和02年） | 1,079            |
| 2021年（令和03年） | 1,112            |
| 2022年（令和04年） | 1,227            |

## 駅周辺

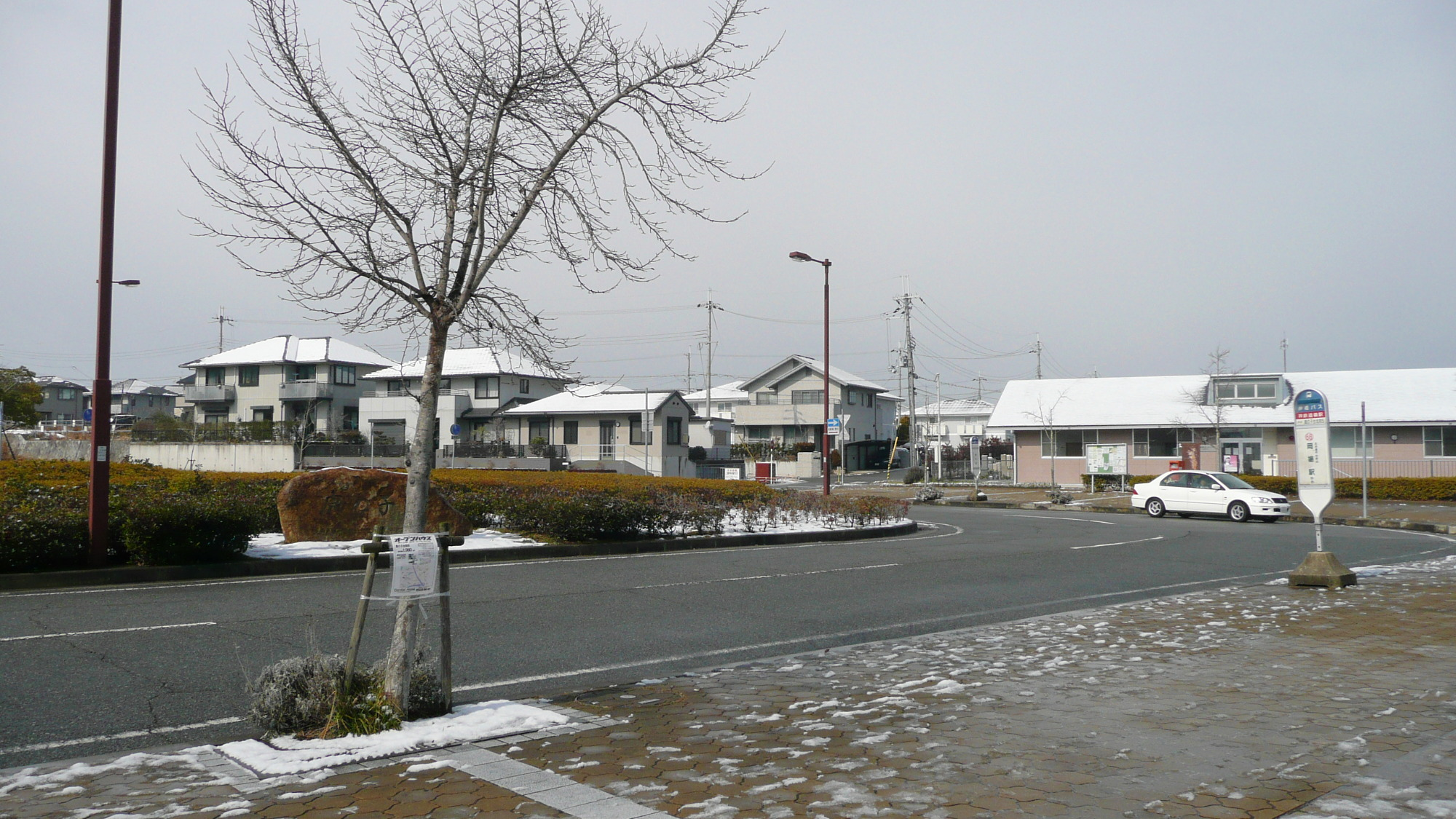
西口広場

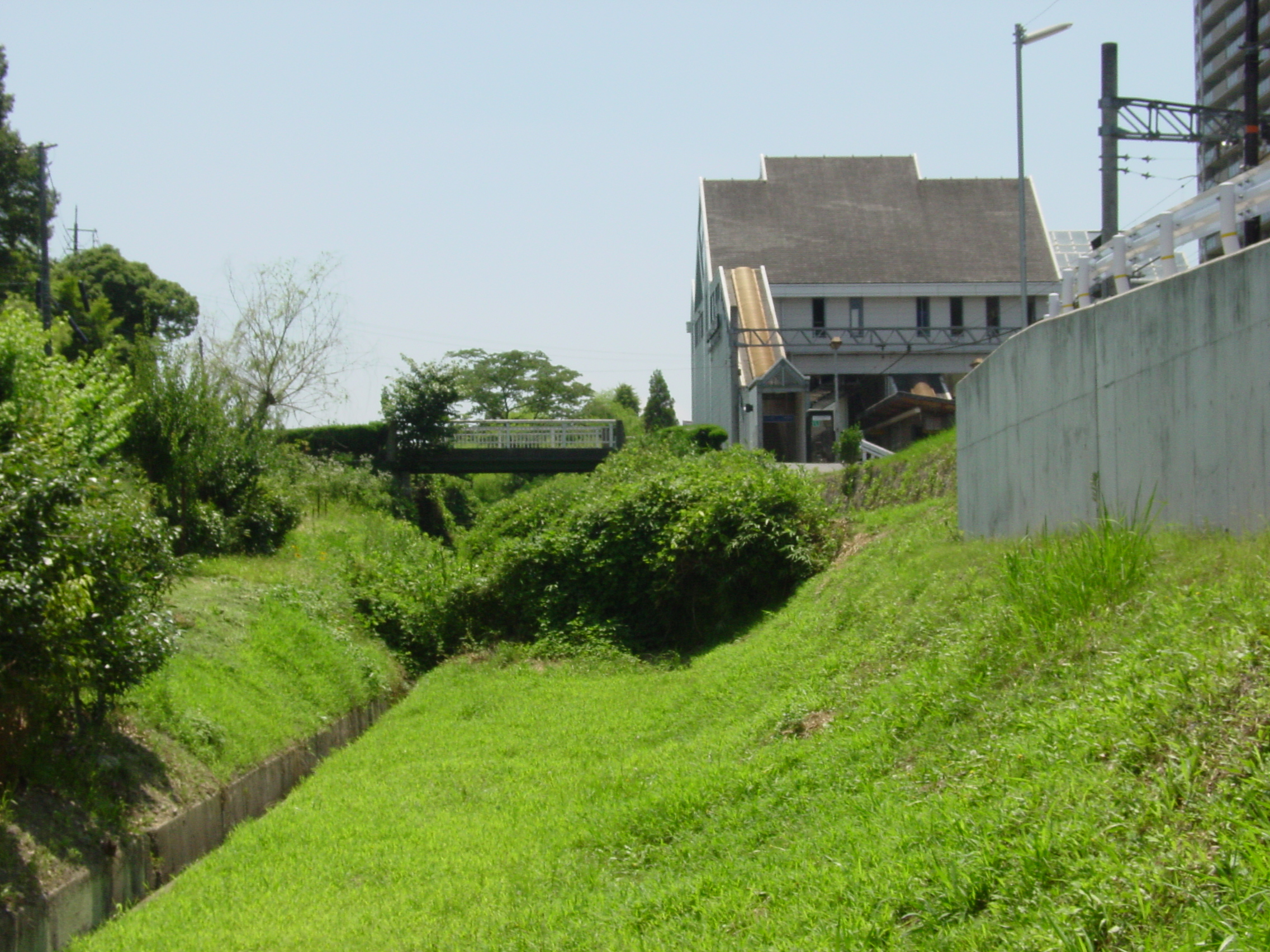
駅横に残る国鉄有馬線の廃線跡（現在は埋められている）

住宅地、マンション等は駅西側の高台上に集中しているが、東側の道場地区の宅地開発が進行しており、広場等の計画も進んでいる。
駅の東側の堀状にくぼんでいる所は国鉄有馬線の廃線跡である。戦前には当駅付近に有馬線の新道場駅があり、今でも当駅周辺には有馬線の橋脚などの遺構が残っている。
また、神戸電鉄の創始者である山脇延吉の出身地であり、当駅の横に顕彰碑（山脇延吉翁頌徳碑）が建立されている。
- 国道176号
- 神戸市立北神戸中学校
- 神戸市立鹿の子台小学校
- 道場郵便局
- 神戸リサーチパーク鹿の子台
- イオンモール神戸北・神戸三田プレミアム・アウトレット（徒歩では40分以上かかるが、神姫バス（新三田行き系統）によりアクセス可能。なお神戸三田プレミアム・アウトレットへは直接乗り入れるバスはないため注意。）
- 松原城址[1]
- 長尾バスストップ（中国ハイウェイバスが停車する。徒歩20分程。）

## バス路線
| 停留所名   | 運行事業者 | 路線名・系統・行先                    |
| ---------- | ---------- | ------------------------------------- |
| 神鉄道場駅 | 神姫バス   | - 68系統：岡場駅 / イオンモール神戸北 |

## 隣の駅
神戸電鉄
■三田線
■特快速（新開地行のみ運転）・■急行・■準急・■普通
道場南口駅 (KB25) - 神鉄道場駅 (KB26) - 横山駅 (KB27)